# Robert Klammer
Robert Klammer (* 20. Jahrhundert) ist ein deutscher bildnerischer Künstler, Komponist und frei schaffender Musiker. Er engagiert sich vor allem im Bereich der elektroakustischen Improvisationsmusik und der Neuen Improvisationsmusik. Klammer gehört zur „Hamburger Szene der elektronischen Musik“, ist aber auch überregional als Improvisationsmusiker aktiv.

## Leben
Robert Klammer wuchs in einer Musikerfamilie auf. Ab dem dritten Lebensjahr wurde er auf der klassischen Violine ausgebildet, mit 17 Jahren wechselte er zu Tasteninstrumenten wie unter anderem dem Piano und interessierte sich fortan für Neue Musik, Free Jazz, Elektronische Musik und vor allem Improvisation. Er studierte Freie Kunst an der Hochschule für bildende Künste in Hamburg, was neben Klängen und Geräuschen aus Stadt und Natur seine Musik stark beeinflusst und mitgeprägt hat.
Er spielt unter anderem Synthesizer, Klavier, Zither und Perkussion und setzt bei seinen Konzerten sowie bei der Erstellung von Klangobjekten und -installationen diverse analoge und elektronische Klangerzeuger ein. Außerdem verwendet er Prepared Records, Zuspielbänder, MDs und Alltagsgeräusche. Klammer arbeitete bislang zusammen mit Keith Rowe, Evan Parker, Peter Kowald, dieb13, Ernesto Rodrigues, Wu Wei, Tim Hodgkinson und anderen.
Klammer war als Improvisationsmusiker unter anderem aktiv in den Formationen und Projekten Feuerbach (mit dem Schlagzeuger Gunther Thoenes), Livingroom Orchestra (elektronisches Duo mit Harry Nitz), Pingpong (elektronisches Duo mit Klemens Kaatz), Die elektrische Nachtigall (mit Hinnerk K. Börnsen, Guy Saldanha bzw. Gunnar Lettow), Klammer/Lettow Duo und Klammer/Lettow/Österheld Trio. Gegenwärtig ist er Mitglied des Trios KLS (mit Gunnar Lettow und Lars Scherzberg) und des Impro-/Performance-Duos futureduck (mit Peter Kastner).
Außerdem ist Klammer seit langem Mitglied des TonArt Ensembles, einer 1989 in Hamburg gegründeten Formation frei improvisierender Musiker. Die unter seiner Beteiligung vom TonArt Ensemble im Jahr 1999 zusammen mit Evan Parker eingespielte CD Brot und Honig (Label True Muze) erfuhr Anerkennung in der internationalen Fachpresse. Zuletzt war Klammer an der 2010 erfolgten Einspielung der CD Murmúrios des TonArt Ensembles mit Ernesto Rodrigues beteiligt, die beim Label Creative Sources Recordings veröffentlicht wurde.
Klammer, der von der Bildnerischen Kunst zur Improvisationsmusik kam und der bei seinen Kompositionen vor allem grafische Notationen für seine Partituren verwendet, gilt als einer der „Protagonisten der [Hamburger] Szene“ der elektronischen Musik (taz), ist aber inzwischen auch überregional bei verschiedenen musikalischen Projekten aktiv, wie zum Beispiel in der Berliner Musikszene in den Bereichen Freie Improvisation und Neue Musik. So hatte er unter anderem mehrere Auftritte beim Berliner Musikprojekt für Neue Musik, ausland / projekt archiv e. V. Klammer wird regelmäßig zum blurred edges – Festival für aktuelle Musik in Hamburg eingeladen, das sich seit Gründung im Jahr 2006 zum größten Musikfestival Hamburgs entwickelt hat.
Robert Klammer lebt in Hamburg.

## Diskografie
Solo-Tracks
- Ohne Titel, auf: Abschied aus Berne – Kompilation Hamburger Geräuschmusik, LP, 1995, Label Wachsender Prozess
- Untitled, auf: Abschied aus Berne, MC, 1996, Label Wachsender Prozess

TonArt Ensemble
- Brot und Honig, mit Evan Parker, 1999, CD, Label True Muze
- Murmúrios, mit Ernesto Rodrigues, 2010, CD, Label Creative Sources Recordings